# DFG-Opernprojekt
Das DFG-Opernprojekt ist eine an der Universität zu Köln realisierte Online-Datenbank. Sie dokumentiert das Repertoire derjenigen Opern aus Deutschland und Italien, die in der Zeit zwischen 1770 und 1830 in den Städten Wien, Dresden, Berlin, München und Weimar aufgeführt wurden.

## Organisation
Das inzwischen abgeschlossene DFG-Opernprojekt, das von der Deutschen Forschungsgemeinschaft (DFG) finanziert wurde, haben im Jahr 2000 der Romanist Wolf-Dieter Lange und der Musikwissenschaftler Wolfram Steinbeck an der Universität Bonn gegründet. Ab Oktober 2001 hatte das Projekt seinen Sitz im Institut für Musikwissenschaft der Universität zu Köln. Die technische Realisation übernahm das Institut für angewandte Musikwissenschaft und Psychologie (IAMP). Im April 2018 übernahm die Abteilung Musikwissenschaft der Johannes Gutenberg-Universität Mainz die Betreuung.
Das Projekt, dessen vollständige Bezeichnung Die Oper in Italien und Deutschland zwischen 1770 und 1830 lautet, ist in einer Kooperation mit folgenden Bibliotheken entstanden:
- Österreichische Nationalbibliothek in Wien
- Sächsische Landesbibliothek – Staats- und Universitätsbibliothek Dresden
- Staatsbibliothek zu Berlin
- Bayerische Staatsbibliothek in München
- Hochschularchiv/Thüringisches Landesmusikarchiv Weimar.[2]

Die wissenschaftliche Zusammenarbeit erstreckte sich außerdem auf das Forschungsinstitut für Musiktheater in Thurnau, das Forschungsprojekt Schauspielmusik um 1800 an der Hochschule für Musik Franz Liszt Weimar, die Musikabteilung des Deutschen Historischen Instituts Rom und das Da Ponte-Institut in Wien.

## Ziele
Das DFG-Opernprojekt zielte auf die Dokumentation der Entwicklung einer eigenständigen deutschsprachigen Operntradition um 1800. Dabei stellte die Rezeption der italienischen Oper einen speziellen Forschungsschwerpunkt dar. Ihr Einfluss in Deutschland konnte nämlich – im Gegensatz zum Einfluss der französischen Oper – bis dahin nur unzureichend erforscht werden.
Der Zeitraum umfasste Mozarts frühe Opern, die als ein Versuch gesehen werden, die deutsche Oper institutionell zu etablieren. Zugleich behandelte das Projekt die Opern des deutschen Komponisten Carl Maria von Weber unter dem Aspekt einer nationalen Alternative zur italienischen Oper. Aus der Sicht der musikwissenschaftlichen Forschung wirkte jedoch dieser Alternative die dann wiederum erfolgreiche Rezeption der Opern des italienischen Komponisten Gioachino Rossini in Deutschland entgegen.

## Dokumentation
Die Online-Datenbank zählt mit mehr als 350.000 Seiten digitalisierter Opernhandschriften zu den größten bisher im Internet publizierten digitalen Handschriften-Sammlungen. Es werden 483 Manuskripte derjenigen Opern dokumentiert, die in der Zeit zwischen 1770 und 1830 in den ausgewählten fünf Orten aufgeführt wurden. Diese Opern stellen einen repräsentativen Querschnitt dar. Die Suchfunktion erlaubt die Eingabe folgender Kriterien:
- Titel
- Komponist
- Sprache

Über diese Dokumentation hinaus hat das DFG-Opernprojekt zusätzlich einzelne Ergebnisse, die sich im Verlauf der Projektarbeit ergeben haben, publiziert. Im Jahr 2004 fand außerdem ein Symposium statt, das sich mit dem Thema Oper im Aufbruch – Gattungskonzepte des deutschsprachigen Musiktheaters um 1800 befasste. Anlässlich des Symposiums kam es zu einer Wiederaufführung von Joseph Weigls Oper Die Schweizer Familie in einer modernen Fassung.

## Veröffentlichungen (Auswahl)
- Matthias Corvin: Formkonzepte der Ouvertüre von Mozart bis Beethoven. Bosse, Kassel 2005
- Fabian Kolb: Exponent des Wandels. Joseph Weigl und die Introduktion in seinen italienischen und deutschsprachigen Opern.  Lit-Verlag, Münster 2006, ISBN 3-8258-9878-4.
- Marcus Chr. Lippe: Rossinis opere serie. Zur musikalisch-dramatischen Konzeption. Steiner, Wiesbaden 2005
- Klaus Pietschmann: Zwischen Tradition, Anpassung und Innovation. Italienische Opern für deutsche Höfe im frühen 19. Jahrhundert. In: Sebastian Werr u. Daniel Brandenburg (Hrsg.): Das Bild der italienischen Oper in Deutschland. Lit-Verlag, Münster 2004, S. 108–121, ISBN 3-8258-8279-9.